# Pemiscot County
Pemiscot County är ett administrativt område i delstaten Missouri, USA. År 2010 hade countyt 18 296 invånare. Den administrativa huvudorten (county seat) är Caruthersville.  

## Geografi
Enligt United States Census Bureau har countyt en total area på 1 326 km². 1 277 km² av den arean är land och 49 km² är vatten.    

### Angränsande countyn
- New Madrid County - norr
- Lake County, Tennessee - nordost
- Dyer County, Tennessee - sydost
- Mississippi County, Arkansas - söder
- Dunklin County - väst